# Yūsuke Suzuki
Yūsuke Suzuki (jap. 鈴木 雄介 Suzuki Yūsuke; ur. 2 stycznia 1988 w Nomi) – japoński lekkoatleta specjalizujący się w chodzie sportowym. 
Na arenie międzynarodowej zadebiutował w 2004 roku, podczas mistrzostw świata juniorów, gdzie zajął 17. miejsce w chodzie na 10 000 metrów. W 2005 roku zdobył brązowy medal mistrzostw świata juniorów młodszych rozgrywanych w Marrakeszu. Rok później zdobył brązowy medal na mistrzostwach świata juniorów w Pekinie. W latach 2007 i 2009 startował na Uniwersjadzie zajmując odpowiednio 4. oraz 13. miejsce w chodzie na 20 kilometrów. W 2009 roku w Berlinie zadebiutował na mistrzostwach świata, zajmując 41. miejsce. W 2010 roku startował w pucharze świata w chodzie sportowym oraz na igrzyskach azjatyckich rozgrywanych w chińskim Katnonie. Na mistrzostwach świata w 2011 roku dobiegł do mety jako 7. zawodnik chodu na 20 km, jednak po weryfikacji wyników związanej ze stosowaniem dopingu przez zawodników z Rosji oraz Ukrainy, przyznano mu 4. miejsce. W 2012 roku startował na Igrzyskach olimpijskich w Londynie, zajmując 36. miejsce w chodzie na 20 kilometrów. W 2014 zdobył srebrny medal igrzysk azjatyckich. 15 marca 2015 roku podczas mistrzostw Azji w chodzie sportowym, rozgrywanych w rodzinnym mieście, ustanowił rekord świata w chodzie na 20 kilometrów (1:16:36). W tym samym roku doznał kontuzji, która skutkowała ponad dwu letnią przerwą w treningach. Do rywalizacji powrócił w maju 2018 roku. W 2019 został mistrzem świata w chodzie na 50 kilometrów.

## Osiągnięcia
| Rok  | Impreza                               | Miejsce   | Konkurencja      | Pozycja     | Wynik    |
| ---- | ------------------------------------- | --------- | ---------------- | ----------- | -------- |
| 2004 | Mistrzostwa świata juniorów           | Grosseto  | chód na 10 000 m | 17. miejsce | 43:43,26 |
| 2005 | Mistrzostwa świata juniorów młodszych | Marrakesz | chód na 10 000 m | 3. miejsce  | 42:43,22 |
| 2006 | Mistrzostwa świata juniorów           | Pekin     | chód na 10 000 m | 3. miejsce  | 43:45,62 |
| 2007 | Uniwersjada                           | Bangkok   | chód na 20 km    | 4. miejsce  | 1:25:50  |
| 2009 | Uniwersjada                           | Belgrad   | chód na 20 km    | 13. miejsce | 1:25:08  |
| 2009 | Mistrzostwa świata                    | Berlin    | chód na 20 km    | 41. miejsce | 1:30:21  |
| 2010 | Puchar świata w chodzie sportowym     | Chihuahua | chód na 20 km    | 39. miejsce | 1:30:08  |
| 2010 | Igrzyska azjatyckie                   | Kanton    | chód na 20 km    | 5. miejsce  | 1:25:50  |
| 2011 | Mistrzostwa świata                    | Daegu     | chód na 20 km    | 4. miejsce  | 1:21:39  |
| 2012 | Igrzyska olimpijskie                  | Londyn    | chód na 20 km    | 36. miejsce | 1:23:53  |
| 2013 | Mistrzostwa świata                    | Moskwa    | chód na 20 km    | 11. miejsce | 1:23:20  |
| 2014 | Puchar świata w chodzie sportowym     | Taicang   | chód na 20 km    | 4. miejsce  | 1:19:19  |
| 2014 | Igrzyska azjatyckie                   | Inczon    | chód na 20 km    | 2. miejsce  | 1:20:44  |
| 2015 | Mistrzostwa świata                    | Pekin     | chód na 20 km    | –           | DNF      |
| 2019 | Mistrzostwa świata                    | Doha      | chód na 50 km    | 1. miejsce  | 4:04:20  |

## Rekordy życiowe
- Chód na 5000 metrów – 18:37,22 (12 lipca 2015, Kitami)
- Chód na 10 000 metrów – 38:10,23 (16 lipca 2015, Abashiri)
- Chód na 20 kilometrów – 1:16:36 (15 marca 2015, Nomi), były rekord świata, 2. wynik w historii światowej lekkoatletyki
- Chód na 50 kilometrów – 3:39:07 (14 kwietnia 2019, Wajima)